# Jasuharu Kurata
Jasuharu Kurata (japonsko 倉田 安治), japonski nogometaš in trener, 1. februar 1963.
Za japonsko reprezentanco je odigral 6 uradnih tekem.